# Pacte de Támara

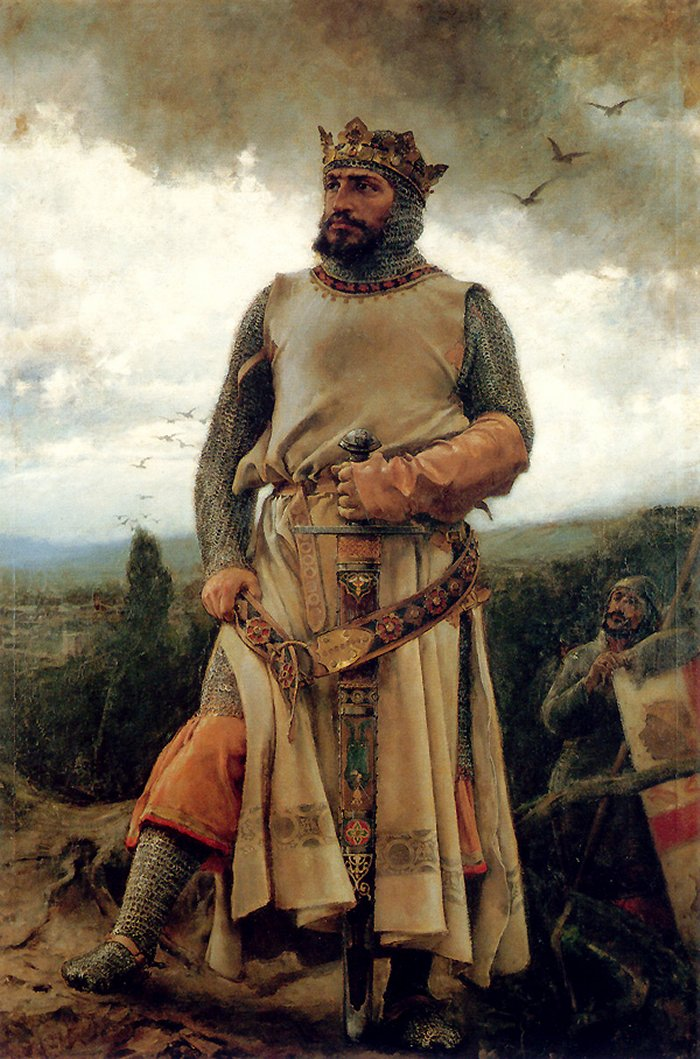
Le roi Alphonse Ier d'Aragon par Francisco Pradilla y Ortiz.

Le pacte de Támara (également connu sous le nom de paix de Támara) est un traité de paix signé en juin 1127 par les rois Alphonse Ier d'Aragon et Alphonse VII de León et Castille ; ce traité détermine les territoires respectifs des deux souverains après la prise du château de Burgos par le monarque aragonais.
Les royaumes de Castille et de León reviennent à leurs frontières de 1054 après la bataille d'Atapuerca et la souveraineté d'Alphonse Ier est reconnue sur la Biscaye, Alava, Guipuscoa, Belorado, La Bureba, Soria, San Esteban de Gormaz et La Rioja. En contrepartie, le roi d'Aragon renonce au titre d'empereur.